# Sipalolasma
Genre
Synonymes
- Cyclopelma Benoit, 1965

Sipalolasma est un genre d'araignées mygalomorphes de la famille des Barychelidae.

## Distribution
Les espèces de ce genre se rencontrent en Afrique subsaharienne, en Asie du Sud-Est et en Asie du Sud.

## Liste des espèces
Selon World Spider Catalog (version 25.5, 02/11/2024) :
- Sipalolasma aedificatrix Abraham, 1924
- Sipalolasma arthrapophysis (Gravely, 1915)
- Sipalolasma bicalcarata (Simon, 1904)
- Sipalolasma ellioti Simon, 1892
- Sipalolasma greeni Pocock, 1900
- Sipalolasma humicola (Benoit, 1965)
- Sipalolasma ophiriensis Abraham, 1924
- Sipalolasma warnantae Benoit, 1966

## Systématique et taxinomie
Ce genre a été décrit par Simon en 1892 dans les Aviculariidae.
Cyclopelma a été placé en synonymie par Raven en 1985.

## Publication originale
- Simon, 1892 : Histoire naturelle des araignées. Paris, vol. 1, p. 1-256 (texte intégral).